# 제16보병사단 (독일 국방군)
- 제16보병사단
- 제16차량화 보병사단 빈트훈트
- 제16기갑척탄병사단 빈트훈트
- 제16기갑사단
- 제116기갑사단 빈트훈트

16 보병사단 마크

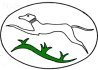
116 기갑사단 마크(1)

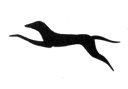
116 기갑사단 마크(2)

제16보병사단은 1935년에 창설되어, 폴란드 침공 작전(1939년) 및 프랑스 침공 작전(1940년)에 참전한 부대로, 총 4번의 개편을 거쳤다. 개편 결과는 위와 같다.

## 부대 역사
1940년 이후에 분할되어, 두 개의 사단으로 분리/확대되었다. 이것 역시 프랑스 침공 후 기갑사단을 증설하려는 히틀러의 계획에 의한 것이었다.

### 제16기갑사단 (1940년 이후)
1941년 발칸 침공 작전 당시 루마니아에서 예비대로 배치되었다. 같은 해 발칸반도 점령 직후 감행된 바르바로사 작전에서는 남부집단군 소속으로 참전하였으며. 1942년 ~ 1943년 사이 스탈린그라드(현재의 볼고그라드)에서 포위 및 괴멸되었다. 1943년 서부에서 재편성 된 제16기갑사단은 이후 시칠리 및 남부 이탈리아에서 미국-영국 연합군에 맞서 싸웠다. 그 해에 다시 러시아 전선으로 복귀했고, 1944년 키예프 근방에서 궤멸적인 타격을 받고, 재편성을 위해 폴란드로 철수했다. 1945년에 동부로 복귀 후 체코슬로바키아에서 소련군 및 미군에 항복했다.

### 제16차량화 보병사단 '빈트훈트'
발칸 침공작전에 참가하였으며, 1941년 바르바로사 작전에 남부집단군 소속으로 참가했다. 코카서스로 진격하여, 아스트라칸 20마일 근방까지 분견대가 진격했다. 대전 당시 여타 부대보다 소련 영토를 가장 깊숙이 침공했지만, 소련이 남부전구의 전선을 돌파한 후에는 방어 임무로 돌려졌다. 1943년에 제16기갑척탄병사단으로 승격되지만, 계속되는 패퇴로 막대한 손실을 입고, 휴식과 재편성을 위해 프랑스로 이동했다. 프랑스에서 사단은 제116기갑사단으로 재편성되었다(제16기갑사단이라는 단대호는 형제사단이 이미 사용하고 있었기 때문에 단대호를 변경했음).

### 제116기갑사단
1944년 3월, 116 기갑사단으로 재편성되었으며(제16기갑사단이라는 단대호는 형제사단이 이미 사용하고 있었기 때문에 단대호를 변경했음), 편성중에 179 예비기갑사단을 흡수한다. 노르망디 전투에 참가 후 팔레즈 포켓에서 괴멸적인 타격을 입었고, 급감한 전력으로 아헨(Aachen)에 있는 서부 방벽 수비대로 배치되었으나, 재편성을 위해 후퇴한다. 재편성 후에 방벽 수비에 재투입되나 실패하고, 1944년 휘르트겐(Hürtgen) 숲 전투 및 발지 전투에 참가, 또 다시 심각한 손실을 입었다. 1945년 베젤 포위망에서 포위되나 가까스로 라인강을 건너 탈출하였다. 1945년 4월 루르 포켓에서 항복했다.

### 제16국민척탄병사단
제16국민척탄병사단은 1944년 10월에 창설되어 라인 상류를 패퇴해 독일 심부까지 후퇴하게 된 1945년 3월까지 방어했다.

### 전쟁범죄
제16차량화 보병사단은 1943년 10월 4일 25명의 민간인이 살해당한 캄파니아의 산 클레멘테 디 카세르타 학살의 주범이다.

## 역대 지휘관

### 제16보병사단
- 게르하르트 글록 중장 (1934년 10월 – 1937년 10월 12일)
- 고트하드 하인리치 중장(1937년 10월 12일 – 1940년 1월 30일)
- 하인리히 크람프 소장 (1940년 2월 1일 – 1940년 5월 30알)
- 한스팔렌틴 후베 소장 (1940년 6월 1일 – 1940년 8월 6일)

### 제16차량화 보병사단 '빈트훈트'
- 프리트리히 빌헬름 폰 샤푸이 중장 (1940년 8월 12일 – 1941년 3월 15일)
- 지크프리트 하인리치 중장 (1941년 3월 15일 – 1941년 8월 중순)
- 요하네스 스트라히 중장 (1941년 8월 중순 – 1941년 11월 중순)
- 지크프리트 하인리치 중장 (1941년 11월 중순 – 1942년 11월 13일)
- 게르하르트 그라프 폰 슈베린 소장 (1942년 11월 13일 – 1943년 5월 20일)
- 빌헬름 크로이솔리 대령 (1943년 5울 20일 – 1943년 6월 27일

### 제16기갑척탄병사단
- 게르하르트 그라프 폰 슈베린 기갑병대장 (1943년 6월 27일 – 1944년 1월)
- 군터 폰 만토이펠 소장 (1944년 1월 – 1944년 3월)
- 카를 스팅글 소장 (1944년 3월)

## 부대 편제
- 사단 본부
- 제16정찰대대
- 제60보병연대
- 제79보병연대
- 제16예비대대
- 제16공병대대
- 제16포병연대
- 제16대전차대대
- 제16신호대대
- 제16사단보급부대

## 기사십자장 수훈자
| 연도   | 날짜      | 이름                                                        |
| ------ | --------- | ----------------------------------------------------------- |
| 1940년 | 11월 30일 | 베른트되링                                                  |
| 1941년 | 3월 7일   | 헬무트 마이어                                               |
| 1941년 | 8월 1일   | 한스 발렌틴 후베                                            |
| 1941년 | 8월 25일  | 히야진트 그라프 쉬트라흐비츠 폰 그로스-자우케 운트 카미네츠 |
| 1941년 | 9월 17일  | 루돌프 지케니우스                                           |
| 1941년 | 10월 13일 | 오토 폰데만                                                 |
| 1941년 | 10월 13일 | 에른스트 잔더                                               |
| 1941년 | 11월 15일 | 게르하르트 페터                                             |
| 1941년 | 12월 31일 | 알프레드 뮈스                                               |
| 1942년 | 10월 7일  | 클라우스 뮐러                                               |
| 1942년 | 11월 3일  | 프리드리히 아우구스트 브뤼흘                                |
| 1942년 | 12월 2일  | 지그프리트 게르케                                           |
| 1942년 | 12월 18일 | 빌헬름 귄터                                                 |
| 1943년 | 1월 4일   | 헤르만 도르만                                               |
| 1943년 | 1월 31일  | 아르민 에르트만                                             |
| 1943년 | 12월 9일  | 구스타프 마이어코르트                                       |
| 1943년 | 12월 14일 | 카를 그로스                                                 |
| 1944년 | 1월 13일  | 베른 베어                                                   |
| 1944년 | 3월 20일  | 헬무트 카우어만                                             |
| 1944년 | 4월 6일   | 요아힘 헤세                                                 |
| 1944년 | 4월 6일   | 한스 노이마이어                                             |
| 1944년 | 5월 4일   | 디트리히 융                                                 |
| 1944년 | 10월 4일  | 헤르베르트 뒤펜베커                                         |
| 1944년 | 10월 20일 | 헤르만 다이젠베르거                                         |
| 1945년 | 1월 16일  | 한니발 뤼티카우                                             |
| 1945년 | 2월 14일  | 하인츠 보이틀러                                             |
| 1945년 | 3월 11일  | 프란츠 바이스                                               |
| 1945년 | 3월 23일  | 한스 쇠네베크                                               |
| 1945년 | 4월 14일  | 리하르트 지벤탈러                                           |
| 1945년 | 4월 27일  | 루돌프 하젠푸쉬                                             |

## 영어판 참고 문헌
Note: The Web references may require you to follow links to cover the unit's entire history.
- Pipes, Jason. "116.Panzer-Division". Retrieved April 2, 2005
- Wendel, Marcus (2004). "16. Infanterie-Division". Retrieved April 2, 2005.

1. ↑  Adam, Wilhelm; Ruhle, Otto (2015). 《With Paulus at Stalingrad》. 번역 Tony Le Tissier. Pen and Sword Books Ltd. 87쪽. ISBN 978-1-47383-386-9.
2. ↑  “San Clemente di Caserta, Caserta, 4/10/1943”. 《Atlas of Nazi and Fascist Massacres in Italy》 (이탈리아어). 2018년 9월 20일에 확인함.
3. ↑  “16. Panzer-Division”. 《Atlas of Nazi and Fascist Massacres in Italy》 (이탈리아어). 2018년 9월 20일에 확인함.